# Jarvis Jones
(en) Statistiques sur pro-football-reference
Jarvis Jones, né le 13 octobre 1989 à Columbus dans l'État de Géorgie, est un joueur américain de football américain au poste de linebacker.

## Enfance
Jones étudie à la Carver High School de Columbus où il remporte le titre de champion de l'État de Géorgie en 2007 en football américain. Il s'illustre aussi en basket-ball où il est un des meilleurs joueurs de l'État. ESPN le classe cinquante-neuvième au classement des meilleurs joueurs au niveau lycéen.

## Carrière

### Université
En 2009, il entre à l'université de Californie du Sud où il joue surtout en équipe spéciale et comme linebacker remplaçant. Il fait néanmoins treize tacles dont 1,5 pour une perte de yards. Contre les Ducks de l'Oregon, il se blesse à la nuque et ne joue plus aucun match cette saison.
Après cette saison avec les Trojans, il décide d'être transféré à l'université de Géorgie mais ne joue aucun match, du fait du règlement de la NCAA qui empêche un joueur de jouer la première saison dans sa nouvelle équipe en cas de transfert. Dans cette nouvelle université, il suit des études de journalisme. Pour sa première saison sous ses nouvelles couleurs, il débute fort, faisant quatre sacks contre les Gators de la Floride de John Brantley. Auteur d'une excellente saison, il obtient de nombreux honneurs dont celui de figurer dans l'équipe All-America de la saison 2011.
Pour sa dernière saison universitaire, Jones fait quatre-vingt-cinq tacles, vingt-quatre tacles pour des pertes de yards, 14.5 sacks, une interception, sept fumbles provoqués et deux récupérés. Il reçoit de nombreux honneurs, dont une deuxième nomination dans l'équipe All-American de l'année ainsi que dans l'équipe de la saison de la conférence SEC.

## Professionnel

### Steelers de Pittsburgh
Il est sélectionné au premier tour de la Draft 2013 de la NFL par les Steelers de Pittsburgh au dix-septième choix.

### Cardinals de l'Arizona
Le 9 mars 2017, alors qu'il est agent libre, Jarvis Jones s'engage avec les Cardinals de l'Arizona.

## Palmarès
- Champion lycéen du championnat de Géorgie de football américain lycéen 2007
- Équipe All-America en 2011 et 2012
- Équipe de la conférence SEC en 2011 et 2012